# Хочу как ты
«Хочу как ты» (англ. The Change-Up) — комедийный фильм режиссёра Дэвида Добкина, вышедший в августе 2011 года. Сценарий фильма создан сценаристами комедии «Мальчишник в Вегасе».

## Сюжет
Когда-то неразлучные друзья, Дэйв (Джейсон Бейтман) и Митч (Райан Рейнольдс) с годами отдалились друг от друга. Дэйв — перегруженный работой адвокат и семьянин. Митч, второразрядный актёр, до сих пор избегает большинства обычных обязанностей взрослой жизни, прожигая жизнь в случайных связях. Встретившись и выпив в баре, каждый из них вслух позавидовал жизни другого. Случилось так, что друзья в этот момент писали в фонтан, который оказался волшебным. На следующий день мужчины обнаруживают, что каким-то образом поменялись телами. 
У обоих важные дела. Митч в теле Дейва вынужден провести встречу в адвокатской конторе  с заключением важной сделки стоимостью $725 млн. Без опыта и профессионального навыка он практически хоронит сделку. Дейв в теле Митча отправляется на съемки эротического фильма и также не преуспевает. Друзья бросаются обратно к фонтану, но его ночью демонтировали и куда-то перевезли. Попытка рассказать жене Дейва Джейми правду о смене тел – ничем хорошим не кончается. Джейми чувствует: муж странным образом изменился и в семейной жизни наступает разлад. Дейв в теле Митча проводит обычный день в разврате и развлечениях, но не находит в этом удовольствия. Герои, попав в необычные обстоятельства узнают о себе и близких много нового. Дейв в теле Митча назначает свидание и проводит вечер с привлекательной ассистенткой Дейва Сабриной. Она оказывается давно влюблена в Дейва, но скрывает чувства. Постепенно герои приспосабливаются к ситуации и Митчу в теле Дейва удаётся разобраться со сделкой и повернуть ситуацию к выгоде фирмы.
В итоге друзьям удаётся найти фонтан на новом месте и вернуться в прошлое состояние. Оба делают выводы. Митч налаживает долговременные отношения с Сабриной.

## В ролях
- Райан Рейнольдс — Митч
- Джейсон Бейтман — Дэйв
- Лесли Манн[2] — Джейми
- Сидни Рувьер — Кара
- Оливия Уайлд[3] — Сабрина
- Мирча Монро — Татьяна
- Ти-Джей Хассан — Като
- Алан Аркин — отец Митча

## Производство
Съёмки фильма проходили в Атланте с октября 2010 по январь 2011 года, которая одновременно была и местом действия фильма.

## Рецензии
На Rotten Tomatoes фильм имеет рейтинг одобрения 26 % на основе 158 рецензий и среднюю оценку 4,7 из 10. На Metacritic фильм получил 39 баллов из 100 по оценкам 35 критиков, что означает «в целом неблагоприятные отзывы».
Британская газета The Telegraph назвала «Хочу как ты» одним из десяти худших фильмов 2011 года, заявив: «У Райана Рейнольдса и Джейсона Бейтмана есть мастерство, обаяние, время — всё, кроме правильного сценария».